# 도네 (방호순양함)
도네(利根)는 일본 제국 해군의 방호순양함이다. 함명은 간토 지방을 흐르는 도네강을 따서 명명되었다. ‘도네’는 사세보에서 건조된 최초의 순양함이다.

## 개요
1905년 9월 30일 일본 해군 사세보 해군 공창에서 건조될 예정인 갑호 2등 순양함의 이름을 ‘도네’(利根)로, 고베의 가와사키 조선소의 첫번째 통포함을 ‘요도’(淀)라고 내정했다. 같은 해 11월 27일, 사세보 해군 공창은 갑호 이등함을 기공했다.
1907년 10월 24일 ‘도네’를 진수했다. 진수식에는 메이지 천황의 황태자 (훗날 다이쇼 천황)와 아리스가와노미야 다케히토가 참석했다. (전날 황태자는 황실선으로 사용하던 가토리 香取를 타고 사세보에 도착했다.) 이날 부로 갑호 이등함은 정식으로 ‘도네’라고 명명되었다. 명명 설명회에는 해군 장관 사이토 마코토 남작이 낭독하였고, 2등 순양함으로 분류되었다.
1910년 5월 15일 ‘도네’는 준공되었다. 어뢰정 정도의 건조 경험 밖에 없었던 사세보 해군공창에서 처음 건조된 대형 함정이었다. 러일 전쟁이 끝난 후에 기공식을 했기 때문에 예산 문제로 건조에만 5년 5개월이 걸렸다.
1911년, 조지 5세의 즉위 기념 관함식에 참석하기 위해 순양함 2척(구라마, 도네)의 파견이 결정되었고, 파영 함대(사령관 : 시마무라 하야오 중장)를 편성했다. 같은 해 3월 하순 시마무라 중장과 구라마와 도네 승무원은 메이지 천황을 만난다. 4월 1일, 순양함 2척 (구라마, 도네)는 요코스카를 출항했다. 6월 24일, 스핏 헤드에서 열린 관함식에 참석했다. 또한 유럽 각국을 순방하면서 11월 22일에 요코스카로 귀환했다.
제1차 세계 대전에서 제2수뢰전대의 기함(사령관 오카다 게이스케 소장)으로 청도 공략전에 참여했다. 또한 남중국해, 인도양에서 진행된 작전에 투입되었다.
1922년 1월부터 5월까지 네덜란드령 동인도 제도 방면의 경비를 맡은 다음, 다음 1929년까지 주로 중국 해역의 경비 활동에 투입되었다.
1931년 4월 1일 제적되어, 함정 분류 등급표에서 삭제되었다. 수명이 다 된 구식 군함 3척(도네, 지쿠마, 아소)는 각각 폐함되었고, 제2호 (도네), 폐함 3호 (지쿠마), 폐함 4호 (아소)와 가칭했다. 폐함 2호(도네)는 1933년 4월 30일, 아마미오섬 근해에서 사격, 폭격을 훈련하는 표적으로 격침 처분되었다. 이 과정은 중순양함 ‘다카오’(高雄)의 분대장으로 근무하고 있던 다카마쓰노미야 노부히토 친왕이 견학을 했다.

## 설계
러일 전쟁 직후인 임시 군비로 계획된 이등함이다. 설계는 당시 칸세이 본부(해군 기술국) 제3부에 재학 콘도오 모토키 조함대감이 했으며, 엘스윅 크루저의 1함인 ‘요시노’를 모방했다. 따라서 선체의 기본 치수가 두 배가 유사하게 되었다. 단, 러일 전쟁에서 순양함 ‘요시노’가 ‘가스가’에 추돌당했을 때 함수 충각으로 극심한 피해를 입고 침몰했기 때문에, 충각 구조를 없애고 어선형 함수를 채용했다. 뾰족한 함수 모양 때문에 일반적으로 함수 부분에 부적(御紋章)을 좌우에 1개씩 총 2개를 장착했다.
탑재포는 ‘요시노’와 같은 15cm포와 12cm포를 혼재했다. 포 배치는 동일했지만, 무게를 줄이기 위해 15cm포 2문을 12cm포로 바꾸었다.
도네는 니이타카급과 오토와급 방호순양함에서 없앴던 어뢰 발사관을 다시 장착했다. 수상 고정 발사관 3문으로 1문은 함미에 배치되었다.
엔진은 왕복기관(주 보일러는 중유 · 석탄을 섞어서 사용하는 미야하라식 16기였다. 주요 엔진은 왕복 직립 3단 팽창식 4기통 형)을 탑재하고 있으며, 일본 해군의 순양함에서 왕복기관을 탑재한 마지막 함이 되었다.

## 참고 문헌
- 일본 국립 국회도서관 디지털 컬렉션 - 일본 국립국회도서관
  - 해군유종회 편찬 《에도 막부 말기 이후 제국 군함 사진과 사실》, 1935년 11월
  - 해군대신관방 《해군 제도 연혁》 제8권 (1940년 인쇄)
- 아시아 역사 자료 센터 (공식) (방위성 방위 연구소)
  - "1907년 達 完 / 11월" Ref.C12070056500.
  - "1912년 達 完 / 8월" Ref.C12070064400.
  - "1923년 達 完 / 9월" Ref.C12070082500.
- 해군역사보존회 《일본 해군의 역사》 제7권, 제9권, 제10권, 第一法規出版 1995년.
- 궁내청 도서부 편찬 《다이쇼 천황 실록》　보정판　제2 메이지 34년 ~ 메이지 40년 주식회사 유마에 서방 2017년 11월. ISBN 978-4-8433-5040-9.
- 구레 해사 역사 과학관 《편찬 일본 해군 함정 사진집》 “순양함”, 다이아몬드 출판사 , 2005년
- 《조함 기술의 전모》 興洋社, 1952년